# 漸新世
| 累代        | 代     | 紀       | 世     | 期                   | 基底年代 Mya |
| ----------- | ------ | -------- | ------ | -------------------- | ------------ |
| 顕生代      | 新生代 | 第四紀   | 完新世 | メガラヤン           | 0.0042       |
| 顕生代      | 新生代 | 第四紀   | 完新世 | ノースグリッピアン   | 0.0082       |
| 顕生代      | 新生代 | 第四紀   | 完新世 | グリーンランディアン | 0.0117       |
| 顕生代      | 新生代 | 第四紀   | 更新世 | 後期更新世           | 0.129        |
| 顕生代      | 新生代 | 第四紀   | 更新世 | チバニアン           | 0.774        |
| 顕生代      | 新生代 | 第四紀   | 更新世 | カラブリアン         | 1.8          |
| 顕生代      | 新生代 | 第四紀   | 更新世 | ジェラシアン         | 2.58         |
| 顕生代      | 新生代 | 新第三紀 | 鮮新世 | ピアセンジアン       | 3.6          |
| 顕生代      | 新生代 | 新第三紀 | 鮮新世 | ザンクリアン         | 5.333        |
| 顕生代      | 新生代 | 新第三紀 | 中新世 | メッシニアン         | 7.246        |
| 顕生代      | 新生代 | 新第三紀 | 中新世 | トートニアン         | 11.63        |
| 顕生代      | 新生代 | 新第三紀 | 中新世 | サーラバリアン       | 13.82        |
| 顕生代      | 新生代 | 新第三紀 | 中新世 | ランギアン           | 15.97        |
| 顕生代      | 新生代 | 新第三紀 | 中新世 | バーディガリアン     | 20.44        |
| 顕生代      | 新生代 | 新第三紀 | 中新世 | アキタニアン         | 23.03        |
| 顕生代      | 新生代 | 古第三紀 | 漸新世 | チャッティアン       | 27.82        |
| 顕生代      | 新生代 | 古第三紀 | 漸新世 | ルペリアン           | 33.9         |
| 顕生代      | 新生代 | 古第三紀 | 始新世 | プリアボニアン       | 37.8         |
| 顕生代      | 新生代 | 古第三紀 | 始新世 | バートニアン         | 41.2         |
| 顕生代      | 新生代 | 古第三紀 | 始新世 | ルテシアン           | 47.8         |
| 顕生代      | 新生代 | 古第三紀 | 始新世 | ヤプレシアン         | 56           |
| 顕生代      | 新生代 | 古第三紀 | 暁新世 | サネティアン         | 59.2         |
| 顕生代      | 新生代 | 古第三紀 | 暁新世 | セランディアン       | 61.6         |
| 顕生代      | 新生代 | 古第三紀 | 暁新世 | ダニアン             | 66           |
| 顕生代      | 中生代 | 中生代   | 中生代 |                      | 251.902      |
| 顕生代      | 古生代 | 古生代   | 古生代 |                      | 541          |
| 原生代      | 原生代 | 原生代   | 原生代 |                      | 2500         |
| 太古代      | 太古代 | 太古代   | 太古代 |                      | 4000         |
| 冥王代      | 冥王代 | 冥王代   | 冥王代 |                      | 4600         |
| 1. 2. 3. 4. |        |          |        |                      |              |

漸新世（ぜんしんせい、英：Oligocene）は、約3,400万年前から約2,300万年前までにあたる古第三紀の第三番目かつ最後の世である地質時代の一つ。チャッティアン、ルペリアンの2つの期に区分される。

## 気候
初期には一時気温が低下し気候が不安定になった。この気候変動は、後に述べる同時期の大海退や動物の大量絶滅と関連し、地球外に原因がある（例えば巨大隕石や彗星の衝突）とする説もあるが、確実ではない。中期以降は温暖で安定した気候になった。しかし、従来は中新世になってからと考えられていた北極の海氷と南極大陸の氷床は、既にこの時代に形成されたとする意見もある。

## 海陸の分布
初期には大規模な海退が起こったようである。北アメリカとヨーロッパは大西洋の拡大により完全に分断されたが、逆に北アメリカとアジア（シベリア）はベーリング海峡付近でしばしば接続し、動物の行き来があった。北アメリカと南アメリカは白亜紀よりこの世まで大アンチル諸島が陸橋となってつながっていたが、やがて北東に移動していった。
インドがアジアに衝突し、テチス海は急速に消滅しつつあった（これも海退や気候変動、ひいては多くの動物の絶滅の一因とされる）。アフリカ・南アメリカ・オーストラリア・南極の各大陸は海で隔てられ、孤立している。アルプス山脈とヒマラヤ山脈の造山運動が開始された。北アメリカ西部の造山運動は続いている。

## 生物相
大陸の分離によって、動物相には地域ごとの違いが見られるようになった。また、前の始新世に栄えた動物の多くが、始新世と漸新世の境界付近で絶滅し、それに変わる新しい種の発展が見られる。
哺乳類の進化、特に大型化が進んだ。史上最大級の陸生哺乳類とされるアジア産奇蹄目（サイ類）のパラケラテリウム（インドリコテリウム）はその極致と言える。ゾウの仲間（長鼻目）はアフリカで進化し、大きな体躯を持ったが、まだ他の大陸には進出していない。霊長目ではオナガザル上科と分かれる形で類人猿（ヒト上科）が出現し大きな発展を遂げていった。現在のテナガザルに似た小型の類人猿の仲間が繁栄し、続く中新世にかけてはアフリカからヨーロッパ・アジアにかけて勢力を広げた。肉食性哺乳類では、これまで栄えた原始的な肉歯目が衰え、現在のトラ・ライオン・オオカミなどにつながる食肉目が取って代わっている。植物食性の哺乳類では中生代から存続していた小型植物食性哺乳類の多丘歯目が姿を消し、大型植物食性哺乳類でも多くの種が、この時代を乗り越えられず、絶滅している。ゾウと遠縁でありアフリカを中心に生息していた重脚目、ウマと遠縁であり北米やアジアに生息していた奇蹄目のブロントテリウム科（雷獣）、前述のパラケラテリウムなどのアジアの大型のサイ類がその代表である。海洋では前の始新世にテチス海を中心に発展していた原クジラ亜目の多くが前述の気候変動やそれに伴う海退によって滅んだが、一部の生き残ったものが現鯨類として発展した。絶滅した原クジラ類に代わって、食肉目のクマに近いグループがこの時代に海洋への進出を開始し、鰭脚類（アシカやアザラシの仲間)の祖先となった。
オーストラリアでは漸新世になっても有袋類の化石は見つかっていないが、既に有袋類の一部が入っていた可能性はある。南アメリカ大陸は他の大陸と孤立して独自の生物進化を始め、午蹄中目と呼ばれる有蹄類が分布した。また、この時代に、いまだに比較的近い位置にあったアフリカ大陸から南米大陸に幾らかの小型動物（広鼻下目の祖先となる霊長類や齧歯類）が流入したようである。